# Agostino Busti
Agostino Busti alias Bambaja (* 1483 in Busto Arsizio; † 1548 in Mailand) war ein italienischer Bildhauer der Renaissance.

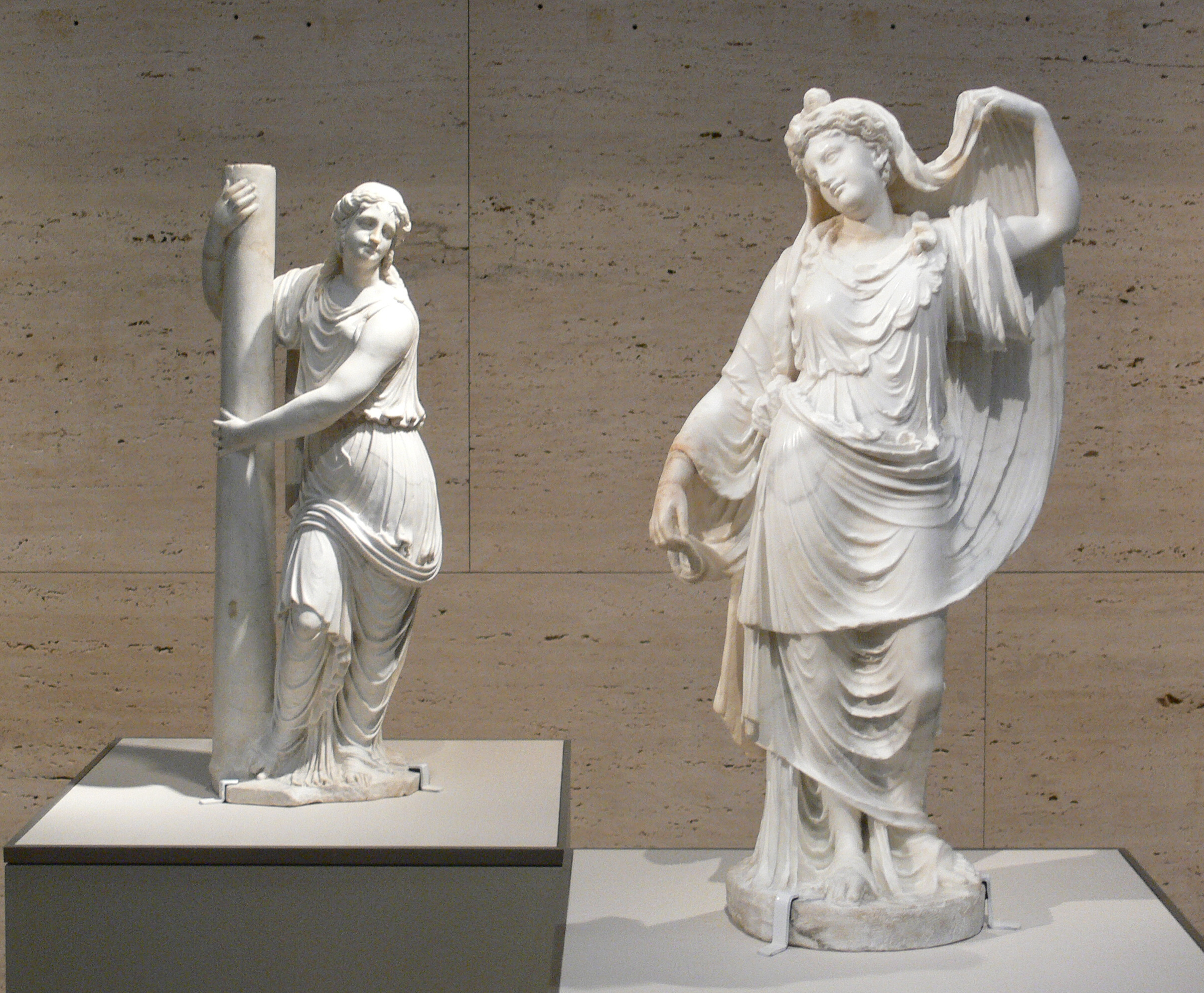
Agostino Busti: Zwei allegorische Darstellungen von Tugenden, ca. 1520–1525; Kimbell Art Museum, Fort Worth, Texas

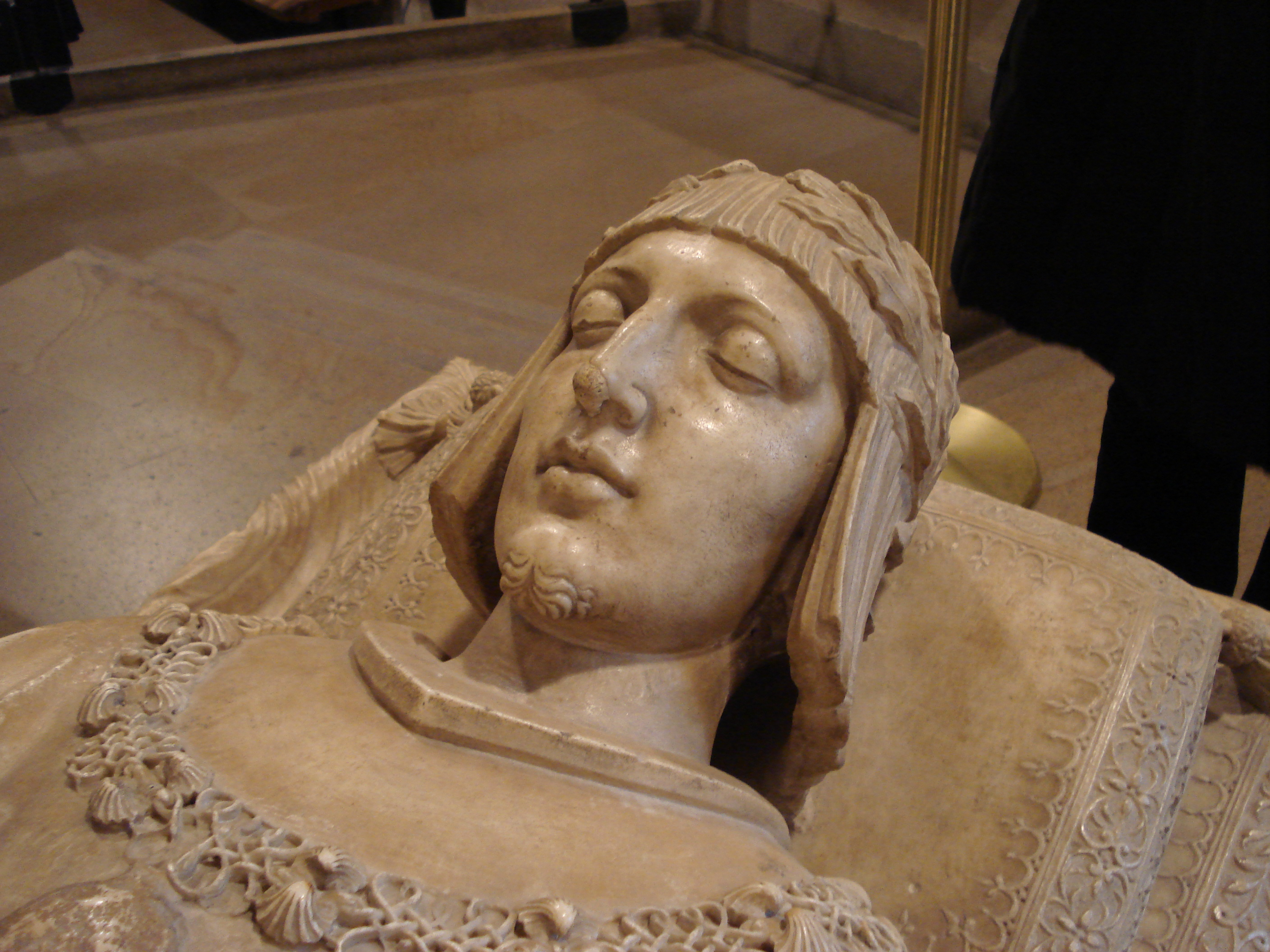
Grab von Gaston de Foix im Castello Sforzesco in Mailand

## Leben
Er wurde in der Nähe von Mailand geboren und erhielt seine Ausbildung in Padua. Später gehörte zum Meisterkreis von Certosa di Pavia. 1513 vollendete er in Mailand das Grabmal des Dichters Lancino Curzio, und 1515 übernahm er die Ausführung jenes von Gaston de Foix. 
Weitere Werke Bambajas waren das Bua-Denkmal in Treviso sowie die Gräber von Kardinal Marino Caracciolo und des Kanonikers Giovanni Vimercati im Dom von Mailand. Später wurden einzelne Figuren dieser Gräber entfernt. Bambajas Stil ist elegant und betont die Verzierungen.